# Cylindropuntia bigelovii
Cylindropuntia bigelovii (Engelm.) F.M.Knuth, 1935 è una pianta succulenta della famiglia delle Cactacee, originaria degli Stati Uniti d'America sud-occidentali e del Messico nord-occidentale. In inglese è nota come teddy-bear cholla.
La pianta è completamente circondata da robuste spine che, da una certa distanza, le conferiscono un aspetto somigliante a quello di un peluche, fatto che ha portato al suo curioso soprannome.

## Distribuzione e habitat
Questa pianta cresce nelle zone desertiche degli Stati Uniti d'America sud-occidentali (California, Nevada e Arizona) e del Messico nord-occidentale (Baja California, Baja California del Sud e Sonora), ad una altitudine compresa tra 300 e 900 metri di altitudine.

## Galleria d'immagini

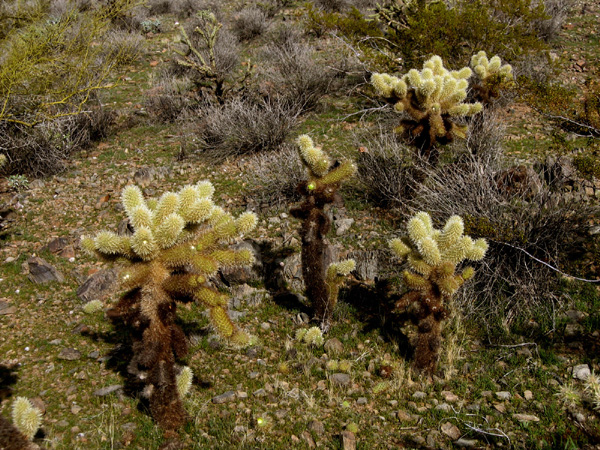
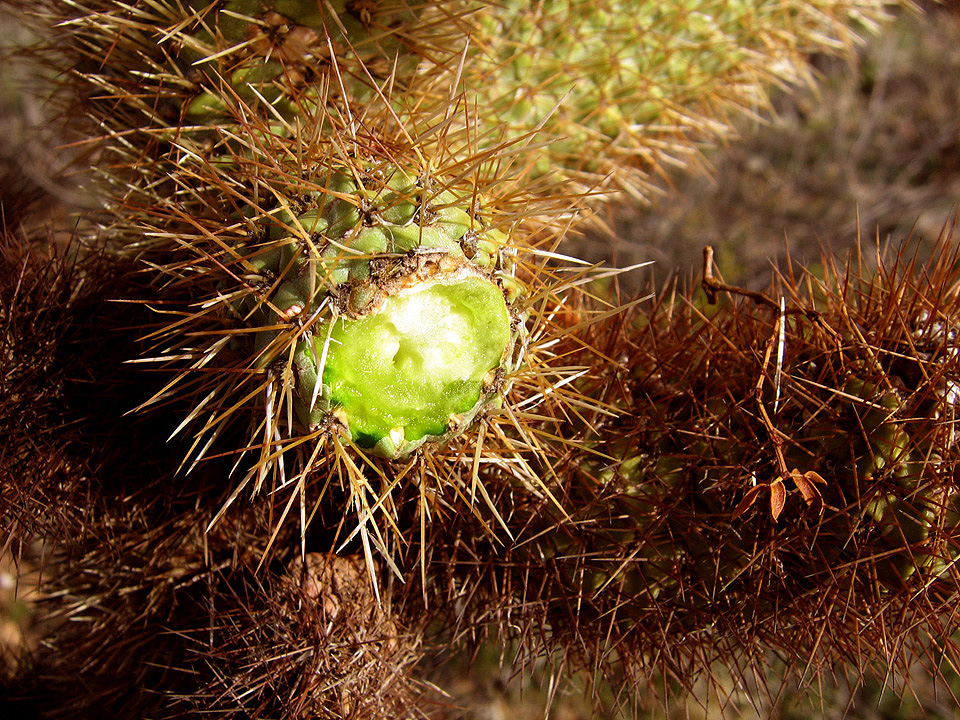
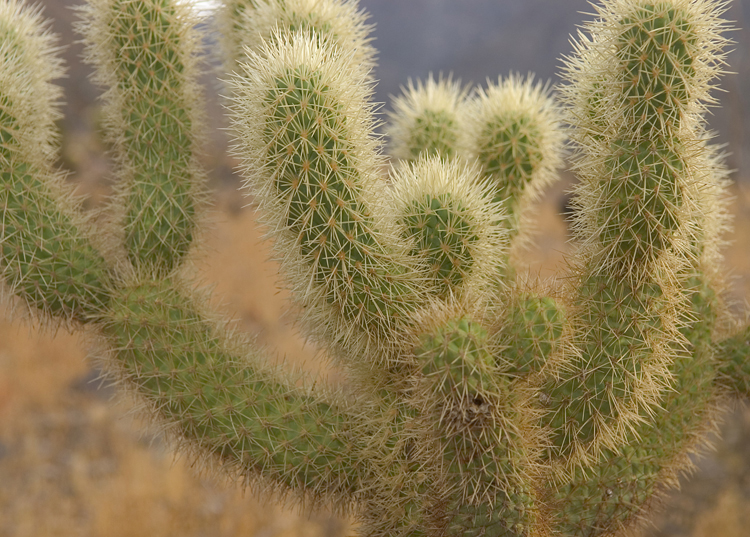
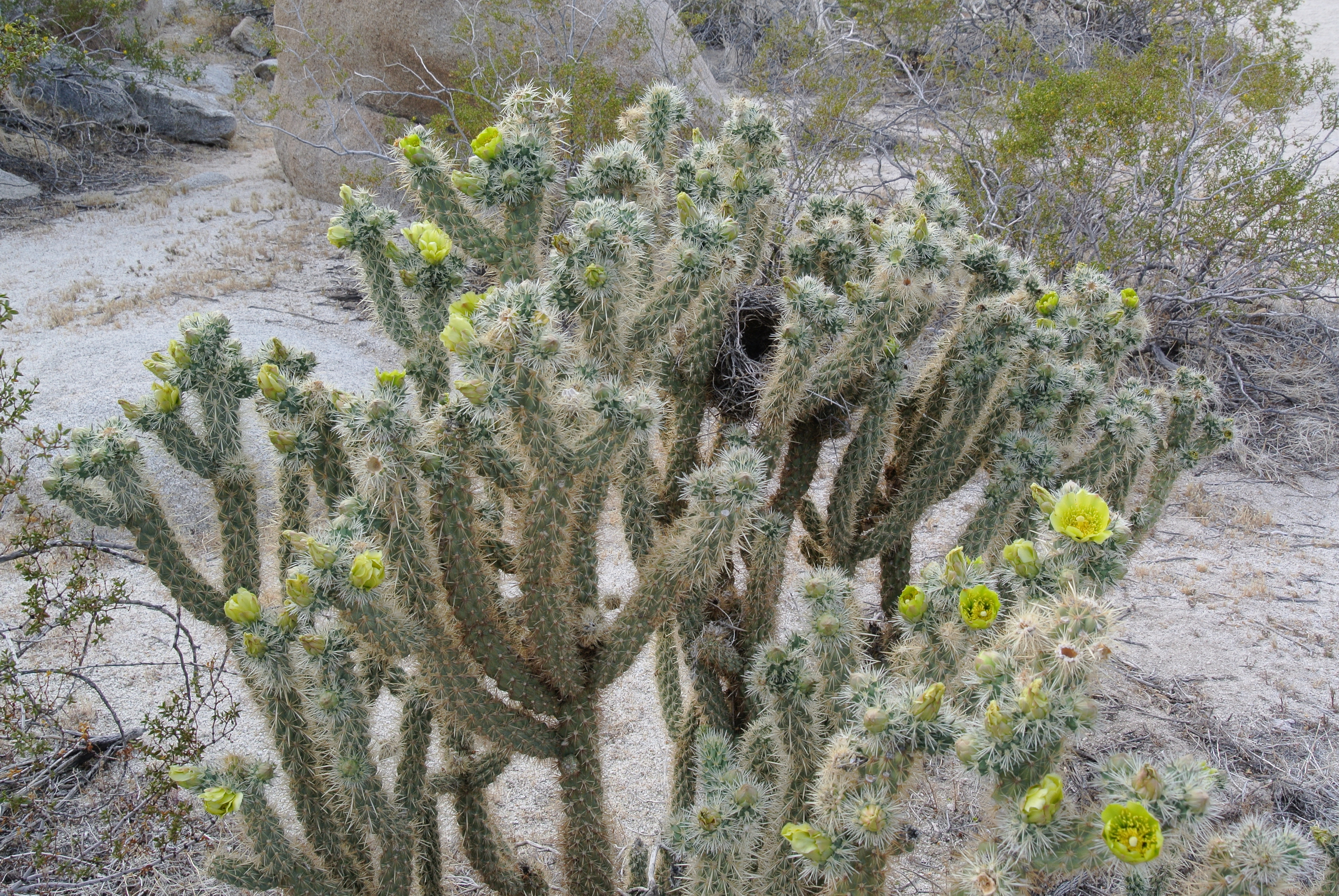